# Première Division 1915-1916 (Lussemburgo)
La Première Division 1915-1916 è stata la 6ª edizione del massimo campionato lussemburghese di calcio. La stagione è iniziata il 25 agosto 1915 ed è terminata il 23 febbraio 1916. La squadra US Hollerich Bonnevoie ha vinto il titolo per la terza volta nella sua storia.

## Formula
2 punti alla vittoria, un punto al pareggio, nessun punto alla sconfitta.
Le 6 squadre partecipanti si affrontano in un girone di andata e ritorno, per un totale di 10 giornate.

L'ultime classificata retrocede direttamente in Promotion d'Honneur.

## Classifica finale
|                        | Pos. | Squadra               | Pt | G  | V | N | P | GF | GS | DR  |
| ---------------------- | ---- | --------------------- | -- | -- | - | - | - | -- | -- | --- |
| Lussemburgo (bandiera) | 1.   | Hollerich Bonnevoie   | 16 | 10 | 7 | 2 | 1 | 35 | 13 | +22 |
|                        | 2.   | Sporting Luxembourg   | 12 | 10 | 5 | 2 | 3 | 21 | 16 | +5  |
|                        | 3.   | Fola Esch             | 11 | 10 | 4 | 3 | 3 | 29 | 24 | +5  |
|                        | 4.   | Racing Club Luxemburg | 9  | 10 | 4 | 1 | 5 | 23 | 18 | +5  |
|                        | 5.   | Jeunesse Esch         | 7  | 10 | 3 | 1 | 6 | 15 | 34 | -19 |
|                        | 6.   | Stade Dudelange       | 5  | 10 | 2 | 1 | 7 | 14 | 32 | -18 |

Legenda:

      Campione del Lussemburgo 1915-1916

      Retrocesse in 2. Division 1916-1917

### Tabellone
|                       | FOL | JEU | HOL  | RAC | SPO | STA |
| Fola Esch             |     | 6-1 | 4-4  | 2-1 | 2-2 | 3-0 |
| Jeunesse Esch         | 2-2 |     | 1-11 | 1-3 | 2-0 | 3-0 |
| Hollerich Bonnevoie   | 3-1 | 2-1 |      | 2-1 | 3-0 | 0-0 |
| Racing Club Luxemburg | 3-1 | 3-2 | 1-4  |     | 0-0 | 8-1 |
| Sporting Luxembourg   | 5-1 | 6-0 | 1-4  | 2-1 |     | 1-0 |
| Stade Dudelange       | 3-7 | 1-2 | 3-2  | 3-2 | 3-4 |     |